# 京藤夏樹
京藤 夏樹（きょうどう なつき）は、日本の画家、幻想作家。

## 経歴
京都府出身。キョードープロ所属。京都市立日吉ヶ丘高等学校卒業。